# Умаров, Мовлди Абдул-Вахабович
Мовлди́ Абдул-Ваха́бович Ума́ров (29 января 1921 года, Новые Атаги, Чеченский национальный округ, Горская АССР, РСФСР — 11 января 1943 года, Скугорево, Тёмкинский район, Смоленская область, РСФСР, СССР) — советский офицер, участник советско-финской и Великой Отечественной войн, старший лейтенант, командир стрелковой роты (Западный фронт). Герой Российской Федерации (16.05.1996, посмертно).

## Биография
Чеченец. Родился 29 января 1921 года в селе Новые Атаги (ныне Шалинский район Чеченской республики) в семье крестьянина. Окончил сельскую начальную школу, школу ФЗУ при заводе «Красный молот» (Грозный), Серноводский педагогический техникум (1939), по окончании которого стал преподавателем этого техникума.
В ноябре 1939 года был призван в Красную Армию. Службу начал в Архангельске в стрелковом полку. Участвовал в советско-финской войне 1939—1940 годов. По окончании войны изъявил желание стать кадровым офицером и был направлен в Ленинградское пехотно-командное училище имени С. М. Кирова. Вступил в ВКП(б).
В действующую армию на фронт Великой Отечественной войны попал в самые первые тяжёлые дни: в составе своднного батальона курсантов училища с 8 июля 1941 года участвовал в Ленинградской оборонительной операции, обороняя Ленинград на дальних подступах. 16 июля ему было присвоено воинское звание лейтенант, а 23 июля он был тяжело ранен.
После госпиталя — вновь на фронте, был заместителем командира стрелковой роты по политчасти. Вскоре получил очередное звание старшего лейтенанта и стал командиром 2-й стрелковой роты 112-й отдельной стрелковой бригады 7-го гвардейского стрелкового корпуса 33-й армии на Западном фронте. Воевал на Смоленском направлении. Приказом командующего Западным фронтом от 13 января 1943 года за образцовое выполнение заданий командования был награждён орденом Красного Знамени (13.01.1943).
11 января 1943 года рота Умарова держала оборону в районе села Скугорево. Противник, после интенсивной артподготовки, начал наступление на советские позиции. Командир роты приказал подпустить фашистов поближе. По его команде солдаты начали в упор расстреливать наступающих. Первые цепи фашистов были почти полностью уничтожены. Но, используя численное превосходство, им удалось ворваться на позиции роты. Умаров, будучи дважды ранен, с перебитой рукой, повёл бойцов в контратаку. Прямо в траншеях разыгралась яростная рукопашная схватка, в которой старший лейтенант Умаров погиб. Противник был отброшен, потеряв в этом бою более 100 солдат.
В ряде публикаций указывается, что 18 февраля 1943 года за этот подвиг он был представлен к присвоению звания Герой Советского Союза. Однако из опубликованного наградного листа следует, что за этот бой старший лейтенант М. Умаров был представлен к награждению орденом Красного Знамени (на момент подписания наградного листа — командир корпуса подписал его 15 января, а командующий армией — 18 января, — командиры не знали, что приказом командующего Западным фронтом от 13 января 1943 года М. Умаров уже был награждён этим орденом за свои предыдущие подвиги). Поэтому оказалось, что за свой последний подвиг офицер награждён не был. Спустя много лет этот факт был установлен и возобновлено ходатайство о награждении М. Умарова. Награждение было произведено спустя 53 года. Указом Президента Российской Федерации от 16 мая 1996 года Мовлди Абдул-Вахабовичу Умарову было присвоено звание Героя Российской Федерации посмертно.
Похоронен в братской могиле в деревне Матрёнино (Глинковский район, Смоленская область).

## Память
Именем Мовлди Умарова названы улицы в Грозном и Новых Атагах. Имя Героя носит школа в его родном селе. В селе Шали и на Аллее Славы в Грозном установлены мемориальные доски.